# Manfred Weitlauff
Manfred Weitlauff (* 31. Juli 1936 in Augsburg) ist ein deutscher katholischer Theologe. Er war von 1980 bis 2001 Professor für Kirchengeschichte an der Ludwig-Maximilians-Universität München und seit 1981 in gleicher Eigenschaft an der Theologischen Fakultät Luzern.

## Leben
Manfred Weitlauff besuchte das Realgymnasium in Augsburg, an dem er 1957 das Abitur ablegte. Im gleichen Jahr begann er ein Studium der Philosophie und Theologie an der Münchener Universität. Nach Beendigung des Studiums wurde er im Juli 1963 zum Priester geweiht (Bistum, Augsburg) und wirkte als Kaplan in Dillingen an der Donau und Weilheim in Oberbayern. Im Herbst 1965 begann Weitlauff ein Promotionsstudium an der Universität München und betreute gleichzeitig nebenamtlich als Pfarrvikar die Gemeinde Entraching bei Finning, ein Amt, das er bis 1981 ausübte. Bereits im Mai 1967 wurde er Wissenschaftlicher Assistent am Lehrstuhl für Bayerische Kirchengeschichte und 1972 am Lehrstuhl für Kirchengeschichte des Mittelalters und der Neuzeit der Universität München.
Anfang Februar 1970 promovierte er zum Dr. theol. mit der Dissertation Kardinal Johann Theodor von Bayern (1703–1763), Fürstbischof von Regensburg, Freising und Lüttich. Ein Bischofsleben im Schatten der kurbayerischen Reichskirchenpolitik. Sie wurde noch im gleichen Jahr im Rahmen der Reihe Beiträge zur Geschichte des Bistums Regensburg veröffentlicht. Im Februar 1977 habilitierte er sich für das Fach Kirchengeschichte mit der Habilitationsschrift Die Reichskirchenpolitik des Hauses Bayern unter Kurfürst Max Emanuel (1679–1726). Vom Regierungsantritt Max Emanuels bis zum Beginn des Spanischen Erbfolgekriegs (1679–1701).
1977 Universitätsdozent, im September 1980 Professor für Kirchengeschichte (C2) an der Ludwigs-Maximilians-Universität München (zugleich mit Lehraufträgen an der Universität des Saarlandes in Saarbrücken), folgte er acht Monate später dem Ruf als ordentlicher Professor für Kirchengeschichte an die Theologische Fakultät Luzern, hielt aber auch regelmäßig Vorlesungen an der Theologischen Fakultät der Universität Basel. Seit September 1986 war Weitlauff ordentlicher Professor für Bayerische Kirchengeschichte an der Universität München, als Nachfolger von Benno Hubensteiner. Im April 1993 wurde er als ordentlicher Professor auf den Lehrstuhl für Kirchengeschichte des Mittelalters und der Neuzeit an der Münchener Universität berufen. Sein Vorgänger war Georg Schwaiger, für den er 1990 eine Festschrift zum 65. Geburtstag herausgab. 1995 (bis 1997) wurde er zum Dekan der Katholisch-Theologischen Fakultät in München gewählt und war von 1998 bis 2000 auch Mitglied des Senats der Universität. Seit Oktober 2001 ist er emeritiert. Zu seinen Schülern zählen:
- Franz Xaver Bischof, München
- Markus Ries, Luzern
- Klaus Unterburger, Regensburg
- Josef Chi-Hon Hwang, Suwon Catholic University, Südkorea
- Wolfgang Lehner, München

Weitlauff war (von 1980 bis 2017) Mitherausgeber der Zeitschrift für Kirchengeschichte (und zeitweise deren verantwortlicher Schriftleiter), der Münchener Kirchenhistorischen Studien und der Historischen Abteilung der Münchener Theologischen Studien. Er schreibt als Autor unter anderem für das Historische Lexikon Bayerns, die Neue Deutsche Biographie und die Theologische Realenzyklopädie, das Lexikon für Theologie und Kirche, die Religion in Geschichte und Gegenwart sowie als Rezensent für die Zeitschrift für Kirchengeschichte, das Rottenburger Jahrbuch für Kirchengeschichte, die Münchener Theologische Zeitschrift u. a. Er ist seit 1991 ordentliches Mitglied der Europäischen Akademie der Wissenschaften und Künste, seit 2000 der Philosophisch-historischen Klasse der Bayerischen Akademie der Wissenschaften, seit 2003 der Schwäbischen Forschungsgemeinschaft und seit 2004 außerordentliches Mitglied der Historischen Sektion der Bayerischen Benediktinerakademie (seit 2023: Benediktinische Akademie Salzburg).
Von 1989 bis 2008 war Weitlauff Erster Vorsitzender der Joseph-Bernhart-Gesellschaft und Herausgeber zahlreicher Werke Joseph Bernharts. Am 6. Dezember 2003 wurde er als Nachfolger von Eugen Kleindienst zum Ersten Vorsitzenden des Vereins für Augsburger Bistumsgeschichte gewählt und übte das Ehrenamt bis 3. Dezember 2011 aus. Sein Nachfolger wurde sein Schüler Bistumshistoriker Domkapitular Thomas Groll.

## Ehrungen
Für seine Verdienste wurde Manfred Weitlauff im Juni 2001 zum Päpstlichen Ehrenprälaten ernannt. Im Juli 2009 erhielt er den Bayerischen Verdienstorden.

## Veröffentlichungen (Auswahl)

### Autor
- Kardinal Johann Theodor von Bayern (1703–1763). Fürstbischof von Regensburg, Freising und Lüttich. (Dissertationsschrift) Verein für Regensburger Bistumsgeschichte, Regensburg 1970.
- Die Reichskirchenpolitik des Hauses Bayern unter Kurfürst Max Emanuel (1679–1726). Vom Regierungsantritt Max Emanuels bis zum Beginn des Spanischen Erbfolgekrieges. (Habilitationsschrift) EOS-Verlag, St. Ottilien 1985, ISBN 978-3-88096-124-1.
- Joseph Kardinal Wendel 1901–1952... Leben und Wirken eines Bischofs der Ära Pius' XII. (Beiträge zur altbayerischen Kirchengeschichte), München 2001.
- Die Katholisch-Theologische Fakultät der Universität München und ihr Schicksal im Dritten Reich. (Beiträge zur altbayerischen Kirchengeschichte), München 2005.
- Ignaz Heinrich von Wessenberg (1774–1860), Domkapitular von Konstanz und Augsburg, Generalvikar des Bistums Konstanz. Kirchlicher Reformer und Kirchenpolitiker, (44. Jahrbuch des Vereins für Augsburger Bistumsgeschichte I), Augsburg 2010.
- Der Fall des Augsburger Diözesanpriesters und Münchener Theologieprofessors Joseph Schnitzer (1859–1939), (44. Jahrbuch des Vereins für Augsburger Bistumsgeschichte II), Augsburg 2010, ISBN 978-3-89870-699-5.
- Das Erste Vatikanum (1869/70) wurde ihnen zum Schicksal. Der Münchner Kirchenhistoriker Ignaz von Döllinger (1799–1890) und sein englischer Schüler John Lord Acton (1834–1902). Ein Beitrag zum 150-Jahr-„Jubiläum“ dieses Konzils (Abhandlungen der Bayerischen Akademie der Wissenschaften, Neue Folge 144/I-II). Band I: Darstellung. 494 Seiten; Band II: Anhang „Geschichtlicher Rückblick auf die zum I. Vatikanischen Konzil führende Entfaltung und allmähliche Durchsetzung der jurisdiktionellen und lehramtlichen Prärogativen des Papstes – ein Versuch“ und neun Beilagen zur Darstellung in Band I. 359 Seiten. München 2018[19]. ISBN 978-3-7696-0132-9 (2 Bände).

### Herausgeber
- Papsttum und Kirchenreform. Historische Beiträge. mit Karl Hausberger, Festschrift für Georg Schwaiger zum 65. Geburtstag, EOS-Verlag, St. Ottilien 1990, ISBN 978-3-88096-481-5.
- Bischof Ulrich von Augsburg 890–973. Seine Zeit, sein Leben, seine Verehrung. Festschrift aus Anlass des tausendjährigen Jubiläums seiner Kanonisation im Jahre 993, Konrad, Weißenhorn 1993, ISBN 978-3-87437-321-0.
- Joseph Bernhart, Erinnerungen 1881–1930 I-II, Konrad, Weißenhorn 1992, ISBN 3-87437-320-7/325-8
- Joseph Bernhart, Sinn der Geschichte. Mit Vorträgen und Aufsätzen zum Thema aus den Jahren 1918–1961, Konrad, Weißenhorn 1994. ISBN 3-87437-359-2.
- Joseph Bernhart (1881–1969). Zwei Reden über Wissen, Bildung und Akademiegedanken. Deutungen zu Leben, Werk und Wirkung. Mit Abraham Peter Kustermann, Akademie der Diözese Rottenburg-Stuttgart, Stuttgart 1995, ISBN 978-3-926297-57-0
- Joseph Bernhart, Tagebücher und Notizen 1935–1947, Konrad, Weißenhorn 1997, ISBN 3-87437-393-2.
- Joseph Bernhart, Die philosophische Mystik des Mittelalters von ihren antiken Ursprüngen bis zur Renaissance. Mit Schriften und Beiträgen zum Thema aus den Jahren 1912–1969, Konrad, Weißenhorn 2000, ISBN 3-87437-445-9.
- Kloster Frauenchiemsee 782–2003. Geschichte, Kunst, Wirtschaft und Kultur einer altbayerischen Benediktinerinnenabtei, mit Walter Brugger, Anton H. Konrad Verlag, Weißenhorn 2003. ISBN 3-87437-460-2.
- Joseph Bernhart, Bonifatius 672/75–754. Apostel der Deutschen, Konrad, Weißenhorn 2004, ISBN 3-87437-477-7.
- Heilige Afra. Eine frühchristliche Märtyrerin in Geschichte, Kunst und Kult. Mit Melanie Thierbach, Fink, Lindenberg 2004, ISBN 978-3-89870-186-0.
- Joseph Bernhart, Zeit-Deutungen. Schriften, Beiträge und bislang unveröffentlichte Vorträge zu Problemen der Politik und Kultur aus den Jahren 1918–1962. Mit einem Anhang: Lorenz Wachinger, Zwischen Kirche und Kultur. Der Theologe und Schriftsteller Joseph Bernhart (1881–1969), mit Thomas Groll, Konrad, Weißenhorn 2007. ISBN 978-3-87437-525-2
- Das Bistum Augsburg im 19. und frühen 20. Jahrhundert. Von der Säkularisation (1802/03) bis zum Bayerischen Konkordat (1924/25). Jahrbuch des Vereins für Augsburger Bistumsgeschichte, Augsburg 2008.
- Benediktinerabtei St. Ulrich und Afra in Augsburg (1012–2012). Geschichte, Kunst, Wirtschaft und Kultur einer ehemaligen Reichsabtei. Festschrift zum tausendjährigen Jubiläum I–II, Augsburg 2011. ISBN 978-3-89870-743-5.